# Véhicule électrique au Danemark

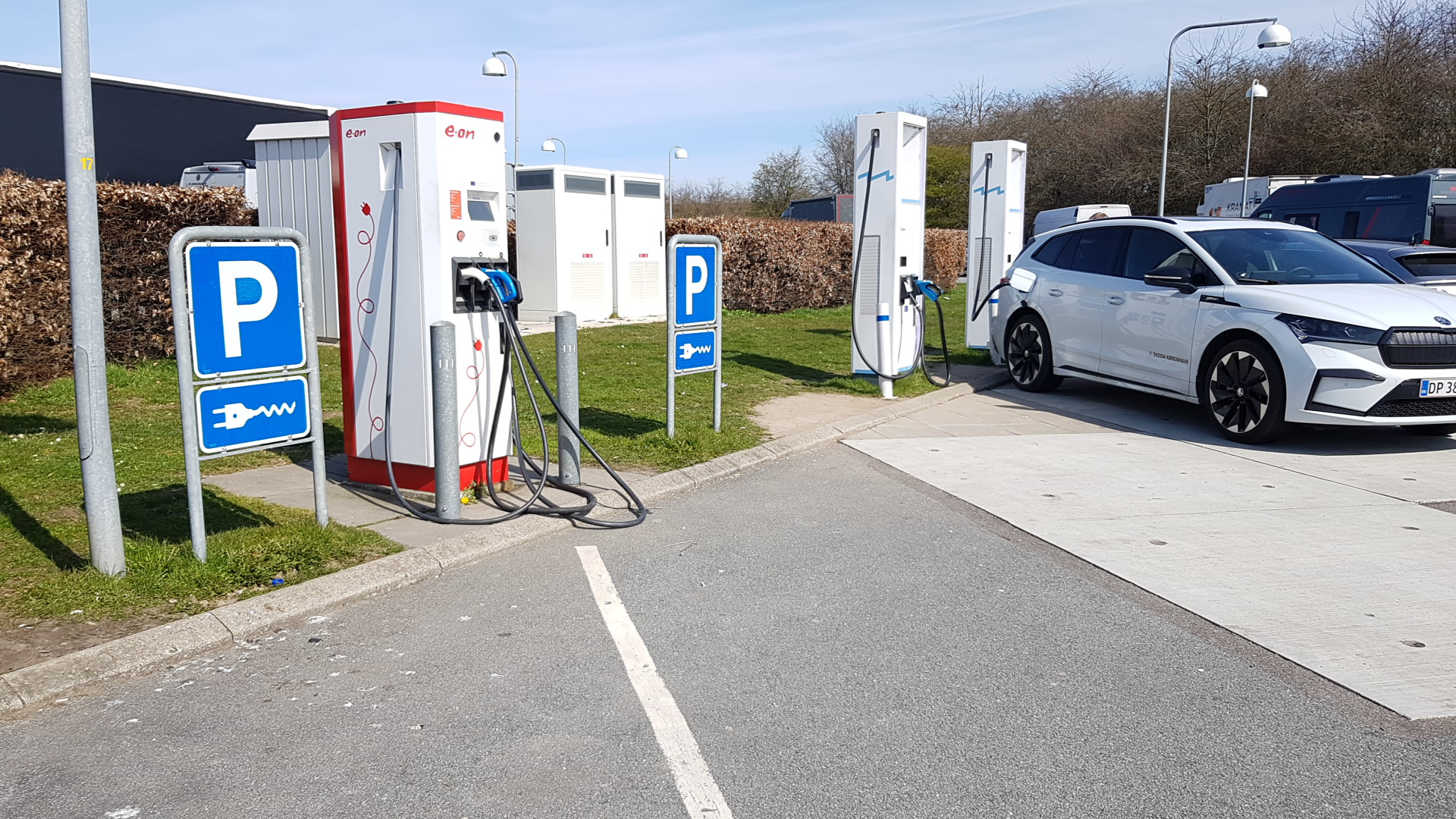
Parking pour véhicules électriques au Danemark en 2023.

Le véhicule électrique au Danemark se développe rapidement grâce à des avantages fiscaux : en 2023, les ventes de voitures 100 % électriques particulières ont progressé de 103,6 %, atteignant une part de marché de 36,3 %, et au premier semestre 2025, la part des ventes de voitures électriques de particuliers atteint 82 %. Le Danemark est en 2023 le septième marché de l'Union européenne (UE) pour la voiture 100 % électrique avec 4,1 % du total des ventes de l'UE.

## Immatriculations
Au premier semestre 2025, la part des ventes de voitures électriques de particuliers atteint 82 %. Les immatriculations ont bondi de 47 % en un an. Avec les autres ventes, la part des VE atteint près de deux tiers.
En 2023, les immatriculations de voitures 100 % électriques particulières atteignent 62 759 contre 30 822 en 2022, soit +103,6 %. Elles ont représenté 36,3 % des ventes de voitures particulières contre 20,8 % en 2022 (+15,5 points). Le Danemark est en 2023 le septième marché de l'Union européenne pour la voiture 100 % électrique avec 4,1 % du total des ventes, derrière l'Allemagne (34,1 %), la France (19,4 %), les Pays-Bas (7,4 %), la Suède (7,3 %), la Belgique (6,1 %) et l'Italie (4,3 %).
En 2022, 30 855 voitures 100 % électriques ont été immatriculées au Danemark, contre 24 998 voitures en 2021, en hausse de 23,4 %. Le Danemark est en 2022 le septième marché de l'Union européenne pour la voiture 100 % électrique avec 2,7 % du total des ventes, derrière l'Allemagne (41,9 %), la France (18,1 %), la Suède (8,5 %), les Pays-Bas (6,5 %), l'Italie, l'Autriche et la Belgique. En 2021, la part du Danemark était de 2,8 % de l'UE, au septième rang derrière l'Allemagne (40,6 %), la France (18,5 %), l'Italie (7,7 %), les Pays-Bas, la Suède et l'Autriche.

## Politiques de soutien à la voiture électrique
Jusqu'en 2015, les voitures électriques étaient exemptées de la taxe d'immatriculation, mais le gouvernement a décidé en 2016 d'abolir graduellement cette exemption : en 2016, la taxe d'immatriculation pour les voitures électriques a été fixée à 20 % du taux payé pour les voitures thermiques, en 2017 a été relevé à 40 % et il était prévu qu'il devait être rétabli en cinq ans à son taux plein. Mais cette mesure a eu une effet majeur sur les ventes de voitures électriques, qui sont tombées de 4 329 ventes en 2015 à 1 312 ventes en 2016, puis à 19 ventes en janvier 2017. En conséquence, il a été décidé de reporter l'augmentation de la  taxe d'immatriculation pour les voitures électriques, qui serait plafonnée à 20 % du taux normal de 2017 à 2019, puis relevée graduellement jusqu'à 2023 où elle rejoindrait le taux plein, qui atteint 180 % pour la plupart des voitures. Par ailleurs, un nouveau fond pour véhicule à pile à combustible est lancé.
En 2020, un nouvel accord sur la fiscalité est conclu, applicable pour l'ensemble des voitures de 2021 à 2030. Ses taux dépendent pour l'essentiel des émissions de CO2 du véhicule. La taxe d'immatriculation pour les voitures 100 % électriques (BEV) d'un prix inférieur à 510 000 DKK (68 500 €) restera très basse avec une augmentation graduelle, plus lente qu'initialement prévue, jusqu'au taux normal. Pour les hybrides rechargeables (PHEV), la taxe augmentera dès 2021, mais restera inférieure à celle des voitures à essence et diesel, et celle des voitures diesel augmentera. L'objectif de ce plan est d'atteindre au moins 775 000 voitures électriques (BEV et PHEV) en 2030. La vente des voitures à essence et diesel devra cesser en 2030,.
En 2022, le Danemark prélève une taxe d'immatriculation de 40 % pour les voitures 100 % électriques et de 50 % pour les hybrides rechargeables.

## Stations de recharge
En 2023, le Danemark compte 17 000 points de recharge accessibles au public, dont 3 000 points de recharge rapide.